# Otto Böss
Otto Böss (* 16. Juni 1929 in Deutsch-Liebau, Tschechoslowakei; † 12. Januar 1994 in München) war ein deutscher Osteuropahistoriker und Bibliothekar.

## Leben und Wirken
Otto Böss absolvierte eine Ausbildung als Diplom-Dolmetscher, studierte Osteuropäische Geschichte, Neuere Geschichte und Kunstgeschichte an der Universität München und promovierte dort 1960. Von 196 bis 1962 war er zunächst wissenschaftlicher Assistent am Sudetendeutschen Archiv in München und hatte einen Lehrauftrag für Wirtschafts-Russisch an der Universität München inne. Im Jahre 1962 wechselte er dann als Bibliothekar an die Bibliothek des Osteuropa-Instituts München, die er von 1967 bis 1992 leitete.
Böss legte zahlreiche Veröffentlichungen über die von ihm geleitete Bibliothek, Nachschlagewerke und Arbeiten z. B. über die deutschen Kriegsgefangenen in Osteuropa vor.
Er starb 1994 im Alter von 64 Jahren und wurde auf dem Münchner Nordfriedhof beigesetzt.

## Schriften
- (Mitarb.): 5000 Sowjetköpfe. Gliederung und Gesicht eines Führungskollektivs. Deutsche Industrie-Verl. GmbH, Köln 1959.
- (Bearb., mit Heinrich Kuhn): Biographisches Handbuch der Tschechoslowakei. Lerche, München 1961.

- Die Lehre der Eurasier. Ein Beitrag zur russischen Ideengeschichte des 20. Jahrhunderts (= Veröffentlichungen des Osteuropa-Instituts München, Bd. 15). Harrassowitz, Wiesbaden 1961 (Dissertation Universität München).
- Die Zweite Tschechoslowakische Republik im Spiegel zeitgenössischer tschechischer Pressestimmen (Oktober 1938–März 1939). In: Bohemia, Bd. 3 (1962), S. 402–425.
- Zur Geschichte der sowjetischen Historiographie. Zur Diskussion ihrer Periodisierung (1960–1962). In: Jahrbücher für Geschichte Osteuropas, N.F., Bd. 11 (1963), S. 561–592.
- Zur Geschichte des Russischen Nordens, 1725–1917. Ein Bericht über das sowjetrussische Schrifttum seit 1945. In: Jahrbücher für Geschichte Osteuropas, N.F., Bd. 13 (1965), S. 539–584.
- (Hrsg.): Russland-Chronik. Bergland-Buch, Salzburg 1967 (2. Aufl. 1986, ISBN 3-7023-0187-9).
- Deutsche Kriegsgefangene im Uranbergbau von Sankt Joachimsthal (Jáchymov) 1945-1950. In: Bohemia, Bd. 13 (1972), S. 384–406.
- Zur Wirtschaftskonzeption der „Eurasier“. In: Werner Gumpel (Hrsg.): Probleme der Industrialisierung in Ost und West. Festschrift für Hans Raupach. Olzog, München 1973, S. 481–492, ISBN 3-7892-7070-9.
- Die deutschen Kriegsgefangenen in Polen und der Tschechoslowakei (= Zur Geschichte der deutschen Kriegsgefangenen des zweiten Weltkrieges, Bd. 9). Gieseking, Bielefeld 1974, ISBN 3-7694-0388-6.
- Die Bibliothek des Osteuropa-Instituts München. In: Bibliotheksforum Bayern, Jg. 3 (1975), H. 2, S. 103–116.
- (Bearb.): Studienführer durch die Münchener Institutionen der Ost- und Südosteuropaforschung. 2. Aufl. Omnia, München 1978 (3. Aufl. 1985).
- (Bearb, mit Gesine Frunder): Verzeichnis der Periodica. Osteuropa-Institut, München 1982.
- Geschichte der Unternehmen in Polen. Eine kommentierte Bibliographie. Sagner, München 1991, ISBN 3-87690-495-1.
- Die Informationsmöglichkeiten einer Spezialbibliothek am Beispiel der Bibliothek des Osteuropa-Instituts München. In: Bibliotheksforum Bayern, Bd. 18 (1990), S. 38–47.
- Eine Spezialbibliothek zur Erforschung des europäischen Ostens – die Bibliothek des Osteuropa-Instituts München. In: Bibliothek. Forschung und Praxis, Bd. 16 (1992), H. 1, S. 40–44.
- Kurzer Abriss der Geschichte der tschechischen Stenographie. In: Hans-Jürgen Löwenstein (Hrsg.): Leben mit Büchern. Festschrift für Otto Sagner zum 70. Geburtstag (= Schriften der ABDOSD, Sonderbd. 1). Büro für wissenschaftliche Information, München 1990, S. 39–48.